# سولاوسی
سولاوِسی (Sulawesi) یکی از جزایر بزرگ کشور اندونزی است.
این جزیره یازدهمین جزیره بزرگ جهان است و ۱۷۴٫۶۰۰ کیلومتر مربع مساحت دارد.
در غرب آن بورنئو، در شمال آن فیلیپین، در خاور آن جزایر ملوک و در جنوب آن فلورس و جزیره تیمور قرار دارد.
منطقه مرکزی سولاوسی بسیار کوهستانی است به طوری که ساحل‌نشینان آن رفت‌وآمد از راه دریا را به تماس زمینی ترجیح می‌دهند.
این جزیره به شش استان گورونتالو، سولاوسی باختری، سولاوسی جنوبی، سولاوسی مرکزی، سولاوسی جنوبی و سولاوسی شمالی بخش شده‌است.
بزرگ‌ترین شهرهای آن ماکاسار، در کرانه جنوب باختری و مانادو، واقع در نوک شمالی جزیره، هستند.